# 양양 (1978년)
양양(본명: 양윤정, 1978년 1월 6일 ~ )은 대한민국의 여성 싱어송라이터이다.

## 음반

### 싱글
- 길 위에서 (2008년)
- 오, 사랑이여! (2009년)
- 쓸쓸해서 비슷한 사람 (2014년)

### 정규 음반
- 양윤정 - 1집 《고! 고!》2000년
- 양양 - 1집 《시시콜콜한 이야기》 2009년
- 양양 - 2집 《사랑의 노래》 2012

### 참여앨범
- 《남과 여... 그리고 이야기》 2009년
- 〈티어라이너,양양-봄의 노래는 아프다〉